# Acétylacétate décarboxylase
L'acétylacétate décarboxylase, ou acétoacétate décarboxylase par anglicisme, est une lyase qui catalyse la réaction :
Acétylacétate + H+  {\displaystyle \rightleftharpoons }  acétone + CO2.
Cette enzyme n'est pas indispensable à cette décarboxylation qui se produit spontanément en son absence. Elle n'a pas été purifiée à partir de tissus humains, mais elle est bien présente dans le sérum,. Cette réaction fait partie de la cétogenèse, voie métabolique de production des corps cétoniques.